# 刺激-反應模型
刺激-反應模型 （stimulus–response model）是將統計單元（例如神經元）用黑箱模型來表示，以預測在特定量化刺激下的量化反應。

## 應用領域
刺激-反應模型可以應用在國際關係、神經心理學測試、风险评估、神经科学、神經啟發的系統設計等領域。

## 數學模型
刺激-反應模型的目的是建立可以描述刺激x和反應Y期望值（或是其他量測）之間關係的函數f：
{\displaystyle E(Y)=f(x)}
常見的簡化方式會假設函數是線性的，因此會有以下的關係
{\displaystyle E(Y)=\alpha +\beta x.}
有關線性模型的統計理論已發展了五十年以上，也發展了標準的分析方式，稱為線性回歸。